# Черняцкая Поляна
Черняцкая Поляна (бел. Чарняцкая Паляна) — посёлок в Широковском сельсовете Буда-Кошелёвского района Гомельской области Белоруссии.

## География

### Расположение
В 22 км на восток от районного центра и железнодорожной станции Буда-Кошелёвская (на линии Жлобин — Гомель), 28 км от Гомеля.

### Гидрография
На западной окраине мелиоративный канал.

## Транспортная сеть
Транспортные связи по просёлочной дороге, затем по шоссе Довск — Гомель. Планировка состоит из короткой прямолинейной улицы, ориентированной с юго-запада на северо-восток и застроенной деревянными домами усадебного типа.

## История
Основан в начале XX века переселенцами с соседних деревень. В 1926 году в Михалёвском сельсовете Уваровичского района Гомельского округа. В 1930 году жители посёлка вступили в колхоз. На фронтах Великой Отечественной войны погибли 22 жителя. В 1959 году в составе совхоза «Коминтерн» (центр — деревня Широкое).

## Население

### Численность
- 2018 год — 0 хозяйств, 0 жителей.

### Динамика
- 1926 год — 12 дворов, 73 жителя.
- 1959 год — 137 жителей (согласно переписи).
- 2004 год — 7 хозяйств, 8 жителей.

## Достопримечательность
- Воинский мемориал погибшим в период Великой Отечественной войны